# اروج
اروج یکی از روستاهای استان آذربایجان شرقی است که در دهستان نوجه‌مهر بخش سیه‌رود شهرستان جلفا واقع شده‌است.این روستا ۱۳۱ نفر جمعیت دارد.